# The Deli Creeps
Deli Creeps – amerykański zespół grający rock eksperymentalny. Powstał na przełomie lat 80. i 90. XX wieku, jednak pierwszy album Dawn of the Deli Creeps wydał w roku 2005.

## Skład
- Buckethead – gitara
- Maximum Bob – wokal
- Dan Monti – gitara basowa
- Pinchface – perkusja

## Dyskografia
- 1991: Demo Tape
- 1996: Demo Tape
- 2005: Dawn of the Deli Creeps